# Hand Grenade
Hand Grenade je česká metalová kapela pocházející z Mirovic v jižních Čechách, založená v roce 2008 Michalem Švecem, který je současným zpěvákem, kytaristou a frontmanem kapely. Jejich hudební styl zahrnuje prvky metalu, metalcoru, elektronické hudby a moderních samplů, s občasnými progresivními prvky. Současnou sestavu tvoří zpěvák a kytarista Michal Švec, kytarista Michal Stoklasa, baskytarista Jan Svatoš a bubeník Jan Česák.
Za svou existenci kapela vydala tři studiová alba: Pravá tvář (2012), Na vlnách (2015) a Fénix (2018). Také vydali několik samostatných singlů, přičemž veškerou hudbu si kapela skládá sama. Na komponování nových skladeb se podílejí všichni členové.

## Historie

#### Vznik, změny v sestavě a debutové album (2008–2012)
Hand Grenade vznikli v roce 2008 a své první vystoupení odehráli v květnu téhož roku. Během prvních let kapela prošla řadou personálních změn. V roce 2009 nahradil Františka Kováře kytarista Michal Stoklasa a o bicí se postupně starali Karel Klasňák a Tomáš Blažek. V roce 2011 kapela koncertovala na festivalech, včetně Masters of Rock, a na konci roku vydala debutové album Pravá tvář.

#### SinglNejsi anděla další změny (2013–2014)
V roce 2013 opustil kapelu baskytarista Radek Křesina a jeho místo zaujal Matyáš Ševčík. Vydání singlu „Nejsi anděl“ provázel první oficiální videoklip, který se stal oblíbenou součástí koncertních setlistů. Kapela se v roce 2014 zúčastnila turné jako support skupiny Harlej a baskytaristu Ševčíka nahradil Roman Knězů.

#### Druhé albumNa vlnách(2015)
V roce 2015 vydala kapela své druhé album Na vlnách. Na podporu alba vznikla lyric videa k písním „Bez pravidel“ a „Slzy jsou tvý“ a videoklip k písni „Vlny“, který se stal součástí klipové trilogie.

#### Změny a třetí albumFénix(2016–2018)
Roky 2016–2018 přinesly další personální změny. Bubeník Štěpán Velimský byl nahrazen Filipem Vacínkem a poté Zbyňkem Husou. V roce 2018 vydali album Fénix, které znamenalo průlom díky modernějšímu, propracovanému zvuku. Na postu baskytaristy se vystřídali Aleš Valenta a Dominik Vozobule.

#### Nový směr a současná tvorba (2019–současnost)
V roce 2019 na post baskytaristy přišel Jan Svatoš a post bubeníka převzal Jan Česák, který se připojil ke kapele na podzim 2019 a odehrál několik klubových koncertů. V prosinci téhož roku byl oficiálně zvolen novým bubeníkem kapely. S jejich příchodem se kapela vydala novým směrem, kdy se všichni členové začali aktivně podílet na komponování hudby. V roce 2021 tak kapela vydala svůj první tematický singl „V srdci“, jehož hudbu složil právě Jan Česák a text napsal frontman Michal Švec. K singlu byl natočen také videoklip s příběhem.
V roce 2022 kapela pokračovala ve své tvorbě a vydala další singl „Dým a prach“, jehož autorem je Michal Stoklasa. Tato tematická skladba se zaměřuje na aktuální problém chování člověka vůči životnímu prostředí a naší planetě, což rezonovalo u mnoha fanoušků kapely. Singl byl doprovázen netypickým lyric videem, v němž se prolínají siluety všech členů kapely. V témže roce kapela vydala i další singl „Digitální jed“ ve spolupráci s Honzou Toužimským (Arakain), jehož text je o dezinformační době. K singlu byl opět natočen kapelní videoklip.
V průběhu této doby kapela odehrála několik festivalů, vydala limitované edice merche a v roce 2024 se rozhodla změnit původní logo a symbol kapely. V květnu 2024 Hand Grenade vydali nový singl „Do tmy“, ke kterému byl natočen příběhový videoklip. Tento singl se zaměřuje na téma depresí, přičemž je text čerpán z osobních zkušeností. Stejně jako u předchozích singlů, i „Do tmy“ sklidil skvělé ohlasy na sociálních sítích i na koncertech, kde kapela tuto skladbu hrála už rok před jejím oficiálním vydáním.
Hand Grenade se nově profiluje jako představitel moderního metalcoru v Čechách, přičemž jejich hudba obsahuje razantní kytarové riffy, úderné bicí, výrazné basy a propracovanější vokální techniky scream a growl. Kapela experimentuje s moderními samply, netradičními na české scéně, ale zůstává věrná českým textům, což posiluje jejich propojení s publikem. 

## Členové
- Michal Švec (Švíco) – kytara, zpěv
- Michal Stoklasa (Stue) – kytara
- Jan Svatoš (Svaty) - basová kytara, scream, growl
- Jan Česák (Česi) – bicí, samply

## Diskografie

### Studiová alba
- 2012 - Pravá tvář
- 2015 - Na vlnách
- 2018 - Fénix

### Singly
- 2013 - Nejsi anděl
- 2016 - Víc než se zdá
- 2021 - V srdci
- 2022 - Dým a prach, Digitální jed
- 2024 - Do tmy Dopamin